# Георг Спартански
Георг Леонидов Спартански е български адвокат и политик, кмет на Плевен от 2015 до 2023 г. Член е на неправителствената организация Национално движение Русофили.

## Биография
Спартански е роден в Луковит на 4 юли 1963 г.
От 1970 до 1977 г. учи в училищата „Л. Каравелов“, „Единство“ и „Лазар Станев“ в Плевен. Завършва средно образование като в Немската езикова гимназия в Михайловград през 1982 г. и „Право“ в Софийския университет „Св. Климент Охридски“ през 1990 г.
Общински съветник (1999 – 2015) и председател на общински съвет (1999 – 2011).
На местните избори през 2015 г. е издигнат за кандидат-кмет на община Плевен от местна коалиция, подкрепен от коалиция Реформаторски блок, партия ВМРО – Българско национално движение и др. Печели на втори тур срещу тогавашния кмет от ГЕРБ.
На местните избори през 2019 г. е издигнат за втори мандат като независим кандидат, подкрепен от СДС, БЗНС и коалицията Демократична България. Преизбран е на втори тур срещу кандидата на ГЕРБ.
На местните избори през 2023 г. е издигнат за трети мандат като независим кандидат, подкрепен от инициативен комитет. Поканен е за участие в анкета на Клуб по интереси "Национален съюз на пенсионерите 2004 – Мъдрост", зададени са ключови въпроси, еднакви за всички кандидат кметове на Местни избори 2023 в гр. Плевен. На втория тур губи от кандидата на ГЕРБ д-р Валентин Христов. Д-р Христов побеждава категорично с 63,62%, а досегашния кмет Спартански получава 33,51%.
Женен е и има 3 деца – дъщеря и синове близнаци.